# Албанська мафія
Албанська мафія або албанська організована злочинність є загальними термінами, що використовуються для різних злочинних організацій, що базуються в Албанії або складаються з етнічних албанців. За межами Албанії поширена в США та Європейському союзі. В цьому випадку термін «мафія» не має на увазі, що вся албанська злочинна діяльність координується і регулюється загальним керівним органом зі штаб-квартирою в Албанії, Косові, Північній Македонії та ін.

## Історія
Після падіння комуністичного режиму в Албанії на початку 1991 албанська мафія вийшла на зв'язок з рештою світу, що призвело до її розширення на міжнародній арені.
Війна в Косові зіграла ключову роль для підвищення присутності албанської мафії в Європі. Традиційно героїн транспортувався в Західну Європу з Туреччини через Сербію, Хорватію та Словенію. Цей маршрут був закритий внаслідок війни, і албанські банди гарантували безпечний маршрут через зону бойових дій. Під час війни етнічні албанці в масовому порядку отримували «статус біженців» в Європі, бандити скористалися цим і утворили злочинний синдикат, головним чином в Німеччині та Швейцарії, спеціалізуючись на торгівлі героїном.
За повідомленням Управління по боротьбі з наркотиками (США) албанська мафія є ключовим торговцем в «балканському зв'язку», Стамбул-белградський трафік героїну. В 1985 через «балканський маршрут» перепадало від 25% до 40% героїнового трафіку в США.

## Зв'язок з«Армією визволення Косова»
В 1999 комітет сенату США заявив, що основна частина фінансування «Армії Визволення Косова» надходить від кримінальних організацій.
В 2000 за даними Інтерполу існував зв'язок між політичними/військовими утвореннями Косова та албанською організованою злочинністю.